# Marcilhac-sur-Célé
 Marcilhac-sur-Célé  (en occitano Marcilhac) es una población y comuna francesa, situada en la región de Mediodía-Pirineos, departamento de Lot, en el distrito de Figeac y cantón de Cajarc.

## Demografía
| 271 | 270 | 260 | 240 | 196 | 194 |
| Para los censos de 1962 a 1999 la población legal corresponde a la población sin duplicidades (Fuente: INSEE [Consultar]) |     |     |     |     |     |